# Miloš Luković
Miloš Luković (Servisch: Милош Луковић) (Belgrado, 18 november 2005) is een Servisch voetballer die doorgaans als aanvaller speelt. Hij komt uit voor sc Heerenveen, dat hem huurt van RC Strasbourg.

## Carrière

### IMT
Luković doorliep de gehele jeugdopleiding van FK IMT uit Belgrado. Hij maakte voor die club ook zijn seniorendebuut, op 20 november 2021 tegen FK Radnički Sremska Mitrovica in de Prva Liga, het tweede niveau. Hij ontwikkelde zich al snel tot basisspeler en werd in het seizoen 2022/23 topscorer van die competitie met 15 doelpunten. Ook werd hij dat jaar kampioen met IMT, en de club promoveerde dat jaar naar de Superliga. Het eerste seizoen in de Superliga werd Luković meteen weer topscorer, dit keer met 17 doelpunten. 

### RC Strasbourg
De goede prestaties van Luković bleven niet onopgemerkt, onder andere Manchester City toonde interesse. In januari 2024 maakte hij echter de overstap naar RC Strasbourg, dat hem voor de rest van het seizoen meteen weer verhuurde aan zijn oude club IMT. Hij maakte zijn debuut voor Strasbourg op 2 november 2024, tegen AS Saint-Étienne (2-0). Hij maakte slechts elf speelminuten voor Strasbourg hem weer verhuurde.

### sc Heerenveen
In januari 2025 werd Luković verhuurd aan sc Heerenveen. Hij maakte zijn debuut op 25 januari tegen FC Groningen. Hij kwam in de 57e minuut in de ploeg voor Dimitris Rallis. Sindsdien is Luković basisspeler voor de Friezen. Hij scoorde zijn eerste doelpunt op 9 februari tegen FC Twente (3-3). 

## Interlandcarrière
Luković speelde interlands voor Servië –19 en Servië –21.

## Statistieken
| Seizoen | Club            | Competitie | Competitie | Competitie | Beker | Beker | Overig | Overig | Totaal | Totaal |
| Seizoen | Club            | Competitie | Wed.       | Dlp.       | Wed.  | Dlp.  | Dlp.   | Dlp.   | Wed.   | Dlp.   |
| ------- | --------------- | ---------- | ---------- | ---------- | ----- | ----- | ------ | ------ | ------ | ------ |
| 2021/22 | FK IMT          | Prva Liga  | 9          | 2          | 0     | 0     | 4      | 2      | 13     | 4      |
| 2022/23 | FK IMT          | Prva Liga  | 28         | 10         | 2     | 1     | 7      | 5      | 37     | 16     |
| 2023/24 | FK IMT          | Superliga  | 19         | 10         | 1     | 1     | 0      | 0      | 20     | 11     |
| 2023/24 | → FK IMT        | Superliga  | 11         | 3          | 0     | 0     | 7      | 4      | 18     | 7      |
| 2024/25 | RC Strasbourg   | Ligue 1    | 2          | 0          | 0     | 0     | 0      | 0      | 2      | 0      |
| 2024/25 | → sc Heerenveen | Eredivisie | 5          | 2          | 0     | 0     | 0      | 0      | 5      | 2      |
| Totaal  | Totaal          | Totaal     | 74         | 27         | 3     | 2     | 18     | 11     | 95     | 40     |

Bijgewerkt op 5 maart 2025.

## Erelijst
FK IMT
- Prva Liga: 1x (2022/23)
- Topscorer van de Prva Liga: 1x (2022/23)
- Topscorer van de Superliga: 1x (2023/24)